# American Rocket Society
La Sociedad Estadounidense de Cohetes (en inglés: American Rocket Society, ARS) fue una asociación fundada el 4 de abril de 1930 con el nombre de American Interplanetary Society. Fue fundada por los escritores de ciencia ficción George Edward Pendray, David Lasser, Laurence Manning y otros. Originalmente los miembros llevaron a cabo sus propopios experimentos con cohetes en Nueva York y Nueva Jersey. La sociedad tenía su propia revista y realizó un trabajo pionero al probar las necesidades de diseño de cohetes propulsados por combustible líquido mediante una serie de lanzamientos exitosos. El nombre de la sociedad fue cambiado a American Rocket Society el 6 de abril de 1934. El diario, llamado Journal of the American Rocket Society, fue publicado de 1945 a 1953.
La cantidad de miembros se incrementó rápidamente en los años 1950 a medida que aumentaba el interés por los temas astronáuticos y hacia el final de esa década la cantidad de miembros llegó a ser de 21.000. A principios de 1963, la ARS se fusionó con el Instituto Americano de Aeronáutica y Astronáutica (American Institute of Aeronautics and Astronautics, AIAA).